# Câu lạc bộ bóng đá Army United
Câu lạc bộ bóng đá Army United (tiếng Thái: สโมสรฟุตบอลอาร์มี่ ยูไนเต็ด) là một câu lạc bộ bóng đá có trụ sở tại Băng Cốc, Thái Lan. Câu lạc bộ này chơi ở giải hạng nhất Thái Lan, Thai League. Sân vận động nhà của câu lạc bộ này là Sân vận động Thể thao Quân đội Thái Lan.

## Thành tích
- Thai League: 1
  - 1983